# University of Delaware
University of Delaware (colocvial "UD") este cea mai mare universitate din Delaware. Campusul principal este în Newark, cu campusuri satelit în Dover, Wilmington, Lewes și Georgetown. Ea este considerată o instituție mare cu aproximativ 18.500 de studenți și 4.500 de studenți la cursurile postuniversitare. UD este o universitate administrată privat care beneficiază de finanțare publică deoarece este o instituție de cercetare importantă.
UD este clasificată ca o universitate de cercetare cu activități de cercetare de nivel înalt potrivit Clasificării Carnegie a Instituțiilor de Învățământ Superior. Programele universitare de inginerie, știință, afaceri, management al turismului, educație, politici publice, administrație publică, agricultură, istorie, inginerie chimică și biomoleculară, chimie și biochimie au fost clasate foarte sus ca urmare a prezenței puternice, din punct de vedere istoric, a industriilor chimică și farmaceutică din statul Delaware, cum ar fi DuPont și W. L. Gore and Associates. Ea este unul din cele doar patru școli din America de Nord, cu o specializarea în conservarea artei. În 1923, UD a fost prima universitate americană care a oferit un program de studiu în străinătate.
Școala care stă la originea universității a fost înființată în anul 1743, făcând-o una dintre cele mai vechi universități din țară. Cu toate acestea, UD nu a fost considerată o instituție de învățământ superior până în 1833. Prima grupă de zece studenți îi includea pe George Citit, Thomas McKean și James Smith, care vor semna mai târziu Declarația de Independență.

## Istoric

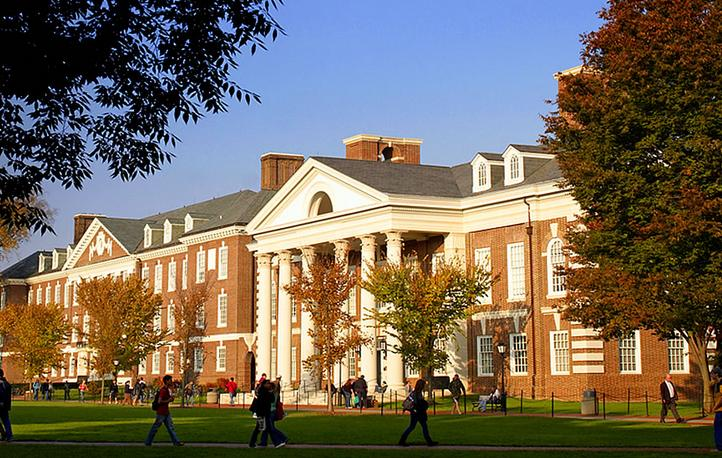
The University of Delaware Green

Universitatea din Delaware își are originea în anul 1743, când preotul presbiterian Francis Alison a deschis „Școală Liberă” în casa lui din New London, Pennsylvania. Școala și-a schimbat numele și locația de mai multe ori, devenind în cele din urmă Academia din Newark în 1769 (acreditată de guvernul colonial). Din moment ce Delaware făcea parte din colonia Pennsylvania până în 1776, academiei i s-a refuzat acordarea cartei universitare în scopul de a preveni concurența cu Universitatea din Pennsylvania (cunoscută atunci sub numele de Colegiul din Philadelphia). În 1833, Adunarea Generală din Delaware a adoptat „Actul de înființare a unui colegiu la Newark”, iar în anul următor a fost deschis Colegiul din Newark. Ea și-a schimbat numele în 1843 în Colegiul din Delaware și a fuzionat cu Academia din Newark. Școala a fost închisă din 1859 până în 1870 (Academia din Newark s-a separat de colegiu în 1869). El s-a redeschis în anul 1870, datorită sprijinului acordat prin Morrill Land-Grant Acts. În 1921, Colegiul din Delaware a fost redenumit Universitatea din Delaware și a devenit oficial o instituție  coeducațională în 1945, când a fuzionat cu Women's College of Delaware.

## Structură academică
Universitatea este organizată în șapte facultăți:
- Colegiul de Agricultură și Resurse Naturale
- Colegiul de Arte și Științe
- Colegiul Alfred Lerner de Afaceri și Economie
- Colegiul de Științe Naturale
- Colegiul de Educație și Dezvoltare Umană
- Colegiul de Inginerie
- Colegiul de Științe Medicale

Există, de asemenea, trei școli:
- Școala de Educație (care face parte din Colegiul de Educație și Dezvoltare Umană)
- Școala de Studii și Politici Marine (care face parte din Colegiul de Științe Naturale)
- Școala de Administrație și Politici Publice (face parte din Colegiul de Arte și Științe)[9]

## Absolvenți și profesori notabili
Printre absolvenții notabili ai University of Delaware se numără cel de al 47-lea vicepreședinte al Statelor Unite ale Americii și fostul senator american Joe Biden (B.A. 1965); a doua Doamnă a Statelor Unite Jill Biden (B.A. 1976); guvernatorul statului New Jersey Chris Christie (B.A. 1984); directorul de campanie David Plouffe (B.A. 2010); microbiologul laureat al Premiului Nobel Daniel Nathan (B.S. 1950) și chimistul Richard F. Heck; Henry C Brinton (BS în fizică, 1957) director al Diviziei de Cercetare de la NASA; ministrul afacerilor externe și cooperării din Rwanda, Louise Mushikiwabo (M.A. 1988); președintele Universității Emory James W. Wagner (B.A. 1975); și MVP-ul ediției XLVII a Super Bowl Joe Flacco.

Absolvenți notabili ai University of Delaware:
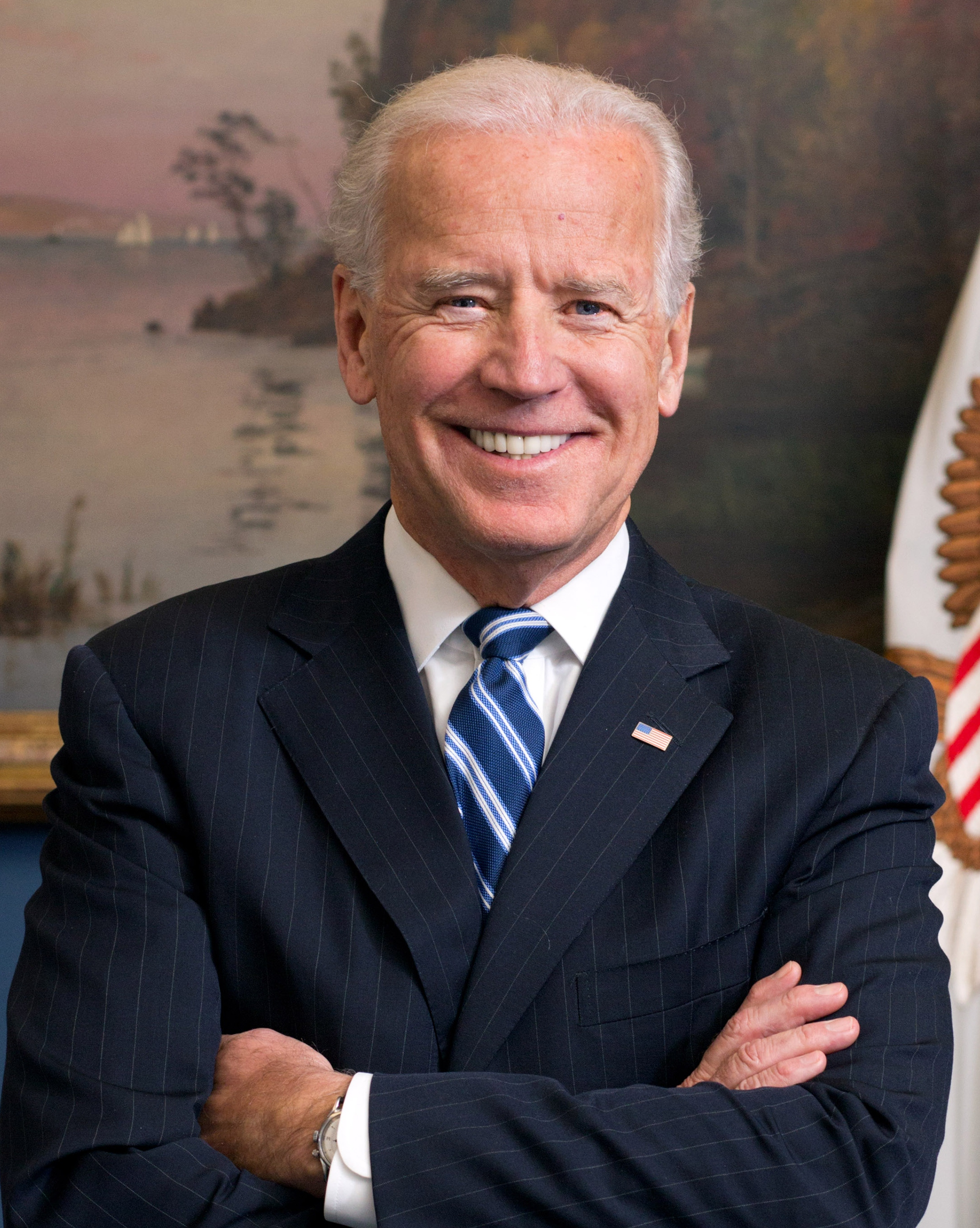
Joe Biden, fostul vicepreședinte al Statelor Unite ale Americii.
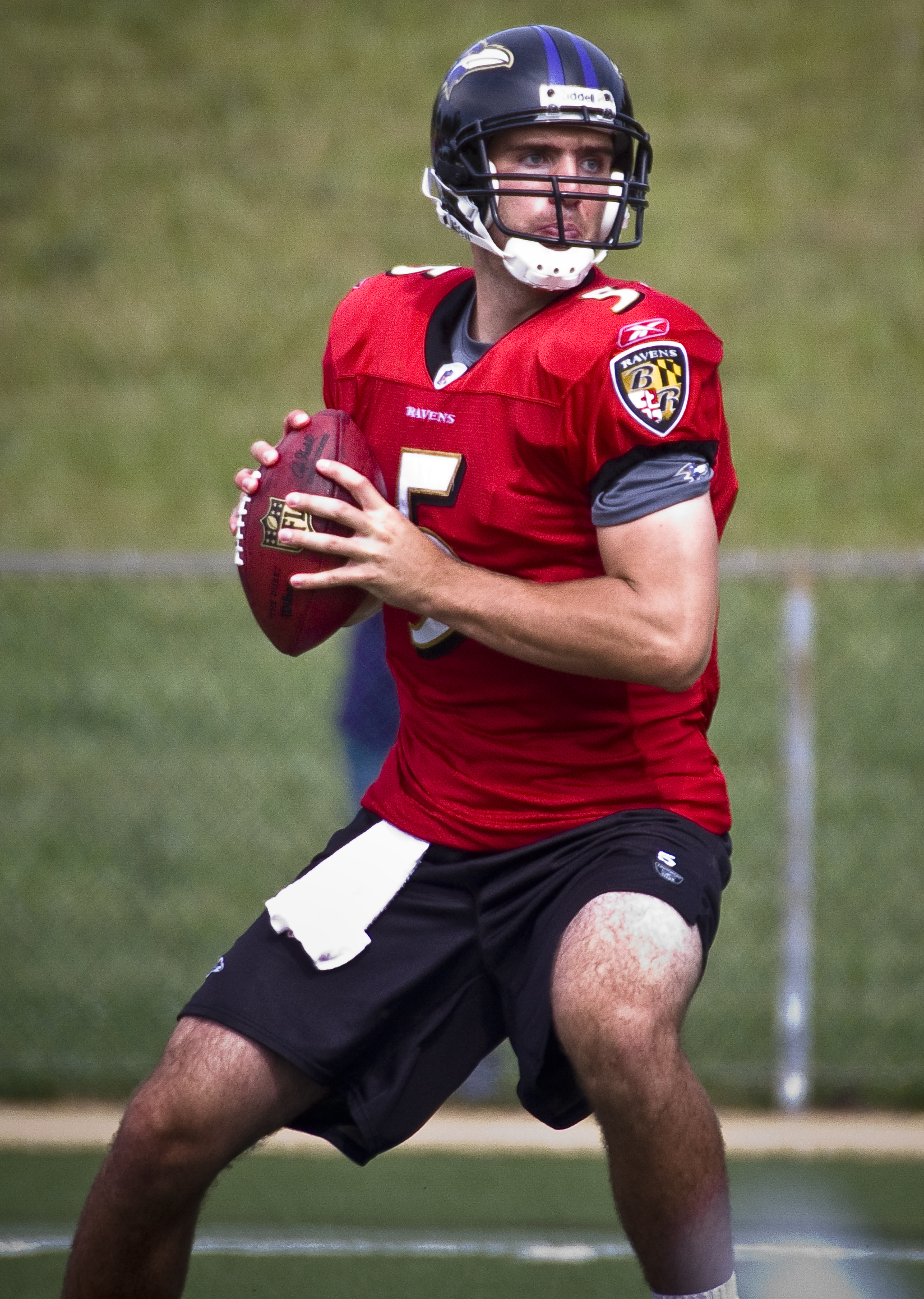
Joe Flacco, jucător de fotbal american
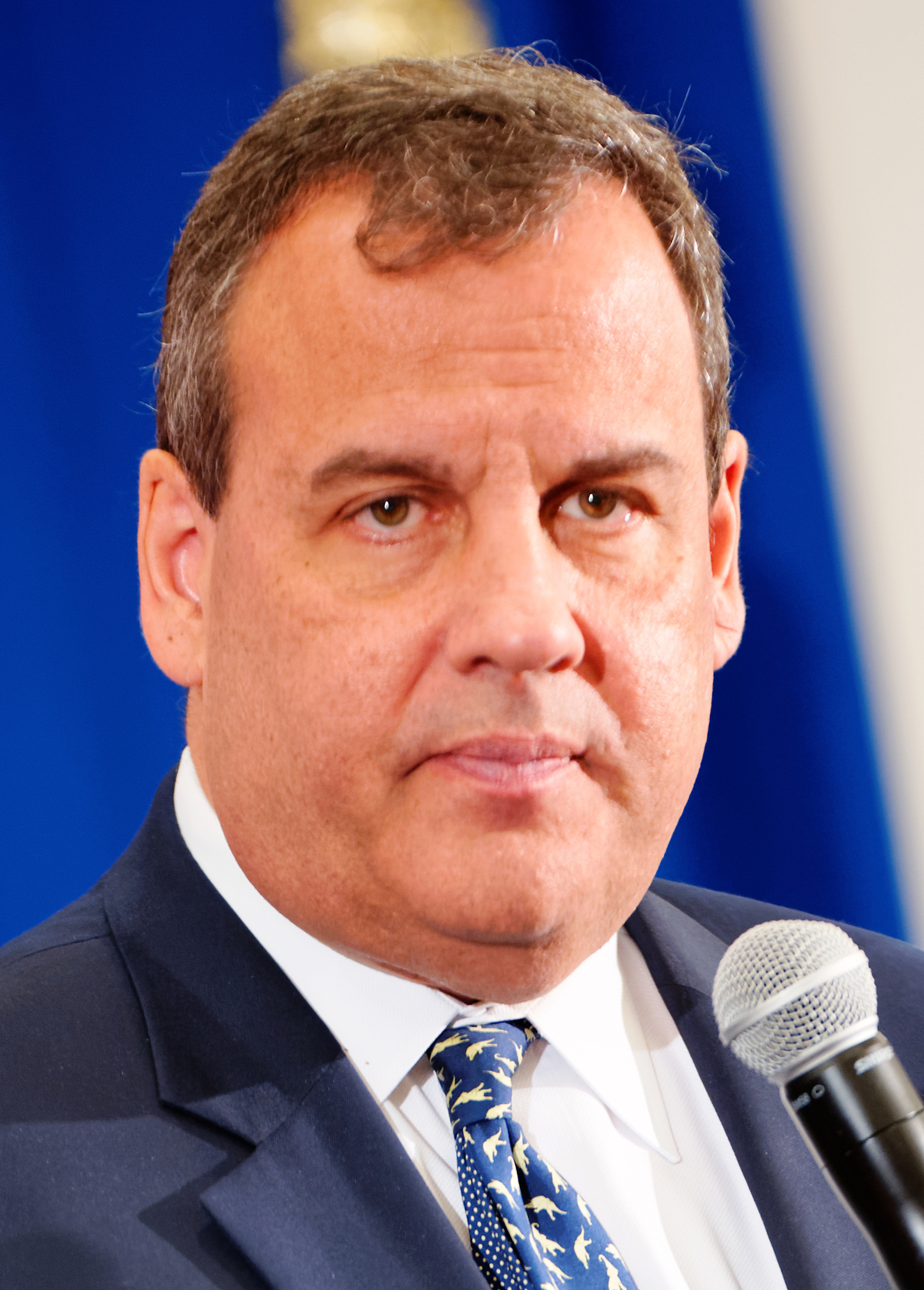
Chris Christie, guvernatorul statului New Jersey.